# 黒坂石犬
黒坂石犬（くろさかしいぬ）は、群馬県原産の絶滅した日本犬の一種である。

## 概要
足尾から三・四里（12キロ-16キロ）のところに黒坂石という部落が存在していた。彼らは落武者の子孫と称しており、狩猟を生業としていた。部落で飼育されていた黒坂石犬は古来から名系として評判であった。猟犬は選定に選定を重ねた良質な犬を置き、それは町の人がオオカミが出ると言われた山や谷を越えてまで黒坂石から犬を連れてくるほどであった。
しかしながら足尾銅山の開発により獣が減少してため、日清戦争前後には絶えたとされる。これに変わって柴犬が飼われるようになり、明治末年に黒坂石犬と呼ばれていたのは柴犬であった。

## 特徴
体重は五貫から六貫（18.75kg-22.5kg）ほどであり、獣猟にも鳥猟にも使える万能犬であった。